# Renato de Azevedo Tribuzy
Renato de Azevedo Tribuzy (30 de abril de 1946, Manaus, Brasil) é um pesquisador brasileiro, membro titular da Academia Brasileira de Ciências na área de Ciências Matemáticas desde 19 de dezembro de 2008. É professor do Departamento de Matemática da Universidade Federal do Amazonas.
Foi condecorado na Ordem Nacional do Mérito Científico.